# Fabia Rovatti
Fabia Rovatti (2 de mayo de 1975) es una deportista italiana que compite en tiro con arco, en la modalidad de arco desnudo. Ganó dos medallas en el Campeonato Europeo de Tiro con Arco en Sala de 2022, oro por equipo y plata individual.

## Palmarés internacional
| Campeonato Europeo en Sala | Campeonato Europeo en Sala | Campeonato Europeo en Sala | Campeonato Europeo en Sala |
| Año                        | Lugar                      | Medalla                    | Prueba                     |
| -------------------------- | -------------------------- | -------------------------- | -------------------------- |
| 2022                       | Laško (Eslovenia)          | Medalla de oro             | Equipo                     |
| 2022                       | Laško (Eslovenia)          | Medalla de plata           | Individual                 |